# كريس بروكس (لاعب جمباز فني)
كريس بروكس (بالإنجليزية: Chris Brooks)‏ هو لاعب جمباز فني أمريكي، ولد في 19 ديسمبر 1986 في هيوستن في الولايات المتحدة.

## وصلات خارجية
- كريس بروكس على موقع الاتحاد الدولي للجمباز (licence) (الإنجليزية)
- كريس بروكس على موقع الاتحاد الدولي للجمباز (biography) (الإنجليزية)
- كريس بروكس على موقع الاتحاد الأمريكي للجمباز (الإنجليزية)
- كريس بروكس على موقع اللجنة الأولمبية الدولية (الإنجليزية)
- كريس بروكس على موقع أوليمبيديا (الإنجليزية)